# Эссуа
Эссуа́ (фр. Essoyes) — коммуна во Франции, находится в регионе Шампань — Арденны. Департамент коммуны — Об. Главный город кантона Эссуа. Округ коммуны — Труа.
Код INSEE коммуны — 10141.

## Население
Население коммуны на 2008 год составляло 696 человек.
| 1962 | 1968 | 1975 | 1982 | 1990 | 1999 | 2008 |
| ---- | ---- | ---- | ---- | ---- | ---- | ---- |
| 820  | 741  | 720  | 679  | 685  | 650  | 696  |

## Экономика
В 2007 году среди 423 человек в трудоспособном возрасте (15—64 лет) 313 были экономически активными, 110 — неактивными (показатель активности — 74,0 %, в 1999 году было 68,3 %). Из 313 активных работали 279 человек (158 мужчин и 121 женщина), безработных было 34 (15 мужчин и 19 женщин). Среди 110 неактивных 30 человек были учениками или студентами, 43 — пенсионерами, 37 были неактивными по другим причинам.

## Достопримечательности
- Мастерская Ренуара[англ.], построенная в 1905 в саду семейного дома (Rue De L’Extra).
- Кладбище: могилы Огюста Ренуара, его сына, кинорежиссёра Жана Ренуара, и Огюста Эрьо[фр.]

## Известные уроженцы
- Алина Шариго (1859—1915) — жена Огюста Ренуара.
- Габриэль Ренар (1878—1959) — няня сына Огюста Ренуара и его модель.
- Огюст Эрьо[фр.] (1826—1879) — соучредитель универмага Лувр[англ.].
- Олимп Эрьо[фр.] (1833—1899) — брат Огюста Эрьо, основатель приюта и школы в Ла-Буасьер-Эколь (Ивелин).
- Йян Гайярд[фр.] (род. 1936) — сенатор, бывший мэр Эссуа.

## Фотогалерея

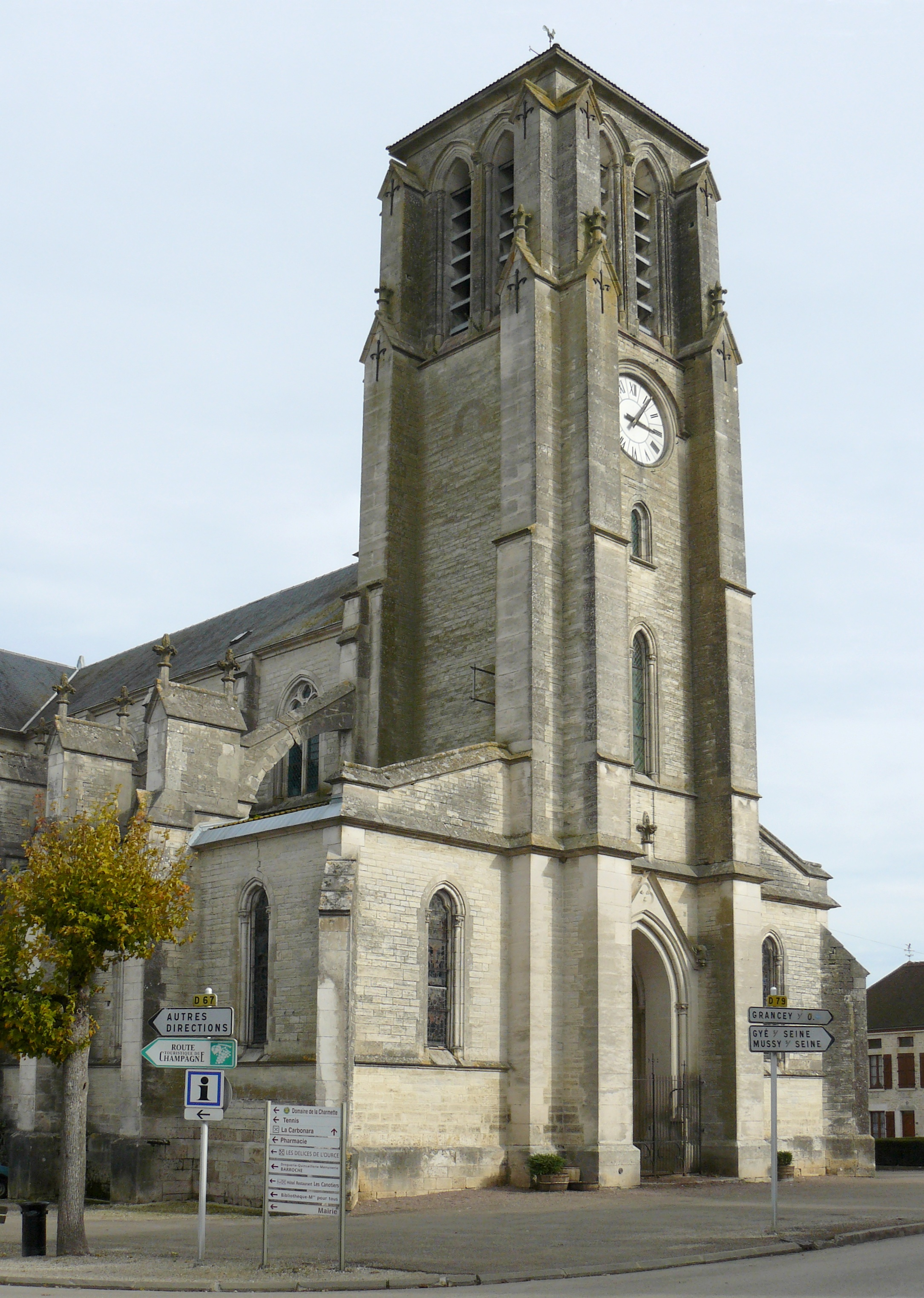
Церковь
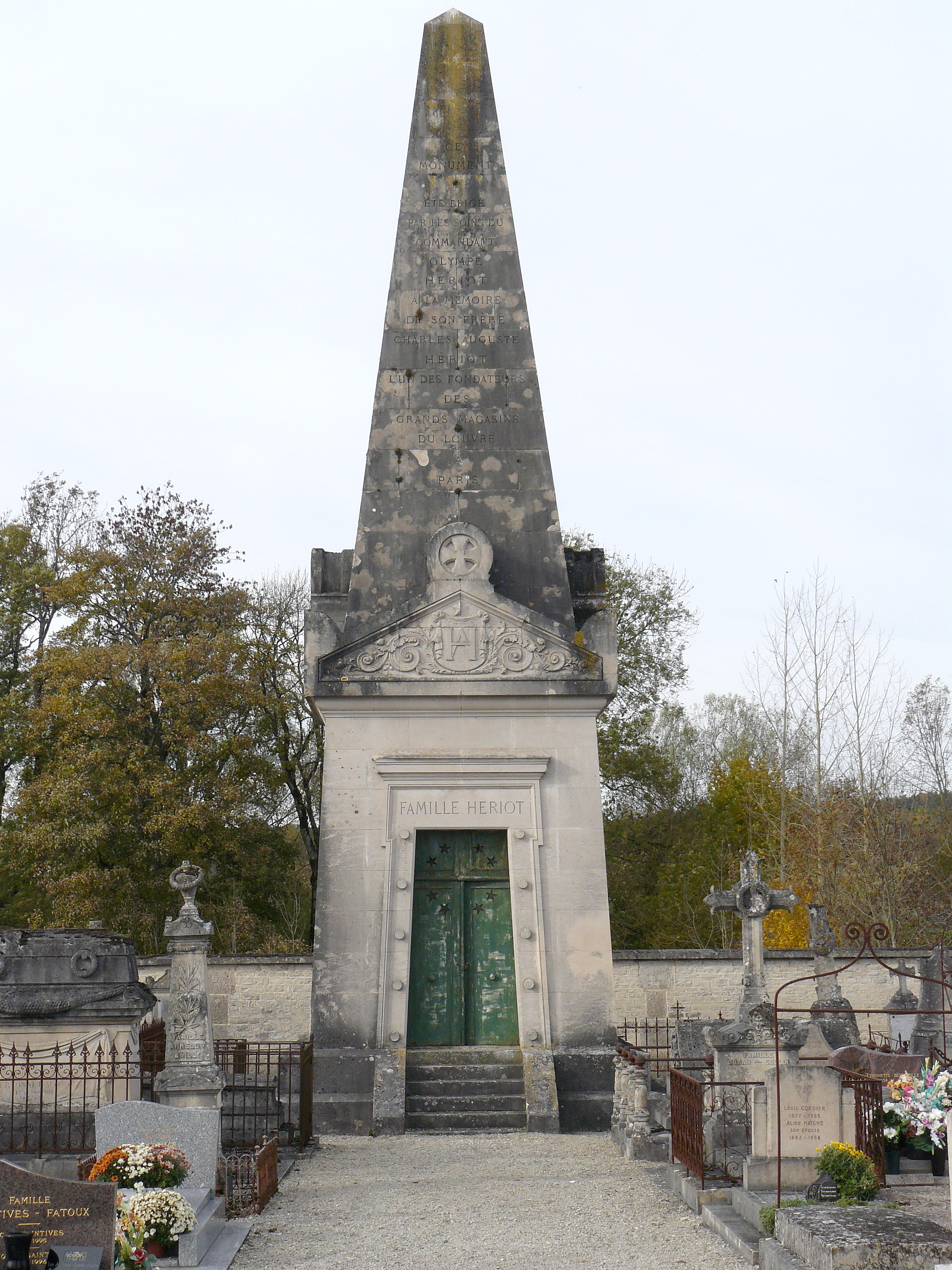
Военный монумент
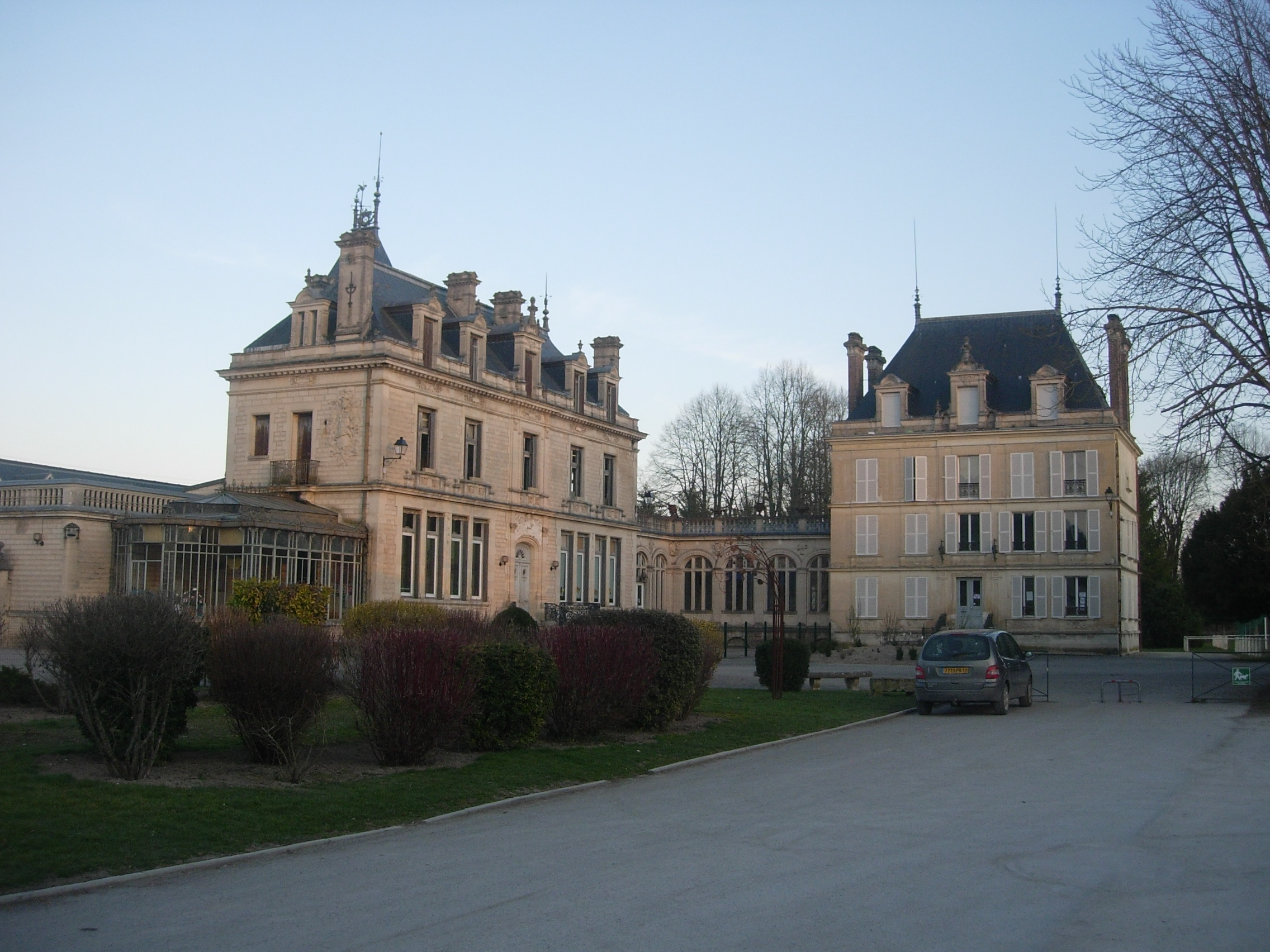
Мэрия
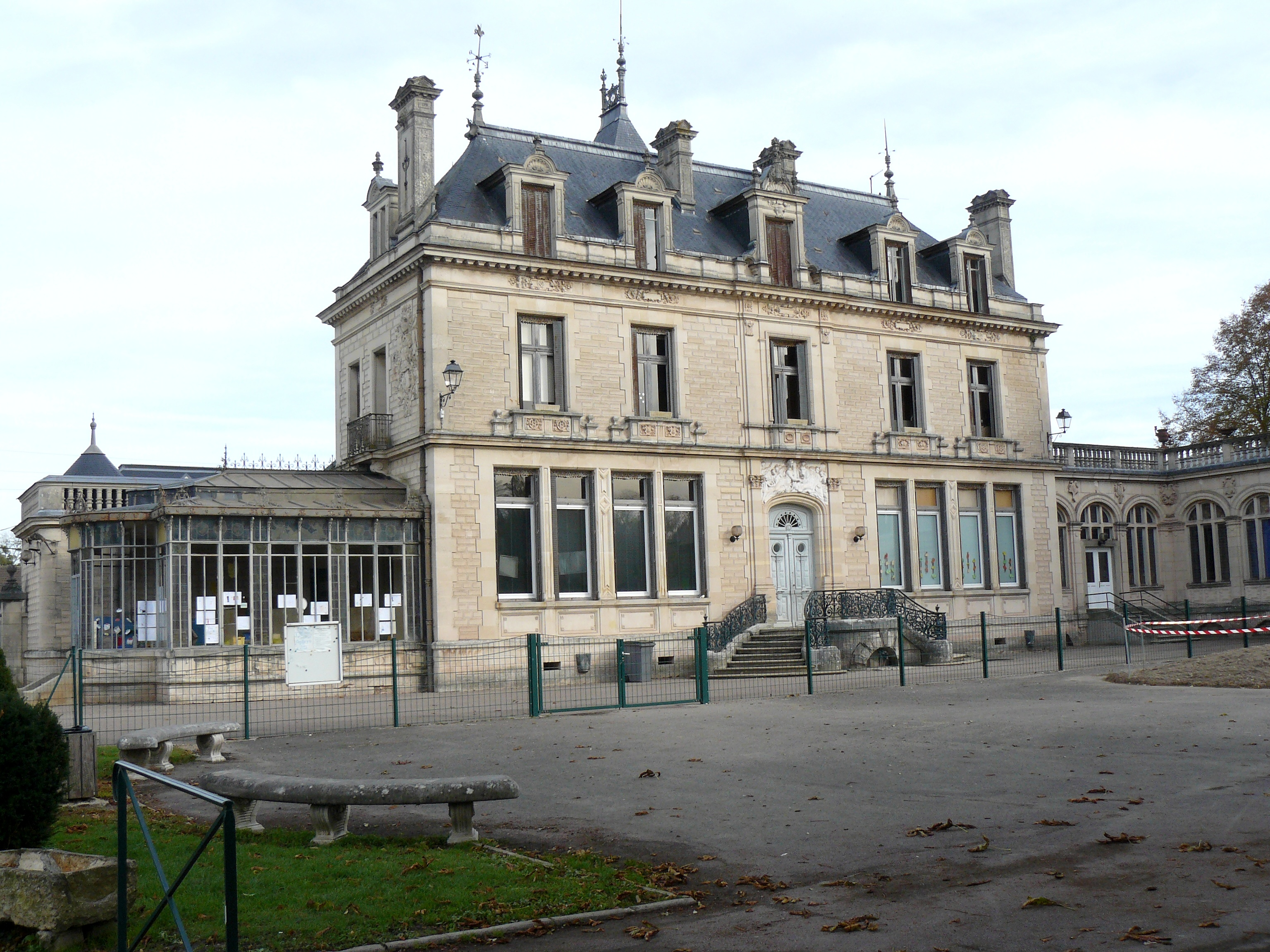
Дом Огюста Эрьо (ныне школа)